# Ungdomseuropamästerskapen i friidrott 2022
Ungdomseuropamästerskapen i friidrott 2022 anordnades i Jerusalem i Israel mellan den 4 och 7 juli 2022. Tävlingen var den tredje upplagan av Ungdomseuropamästerskapen i friidrott. Tävlingen var öppen för friidrottare födda 2005 och 2006.

## Resultat

### Flickor
| Gren               | Guld                                                                   | Guld           | Silver                                                                          | Silver        | Brons                                                          | Brons                   |
| 100 meter          | Nia Wedderburn-Goodison Storbritannien                                 | 11,39 s 0MR0   | Chelsea Kadiri Tyskland                                                         | 11,50 s 0PB0  | Renee Regis Storbritannien                                     | 11,58 s 0=PB0           |
| 200 meter          | Faith Akinbileje Storbritannien                                        | 23,36 s        | Holly Okuku Tyskland                                                            | 24,03 s       | Lara Jurčić Kroatien                                           | 24,22 s                 |
| 400 meter          | Charlotte Henrich Storbritannien                                       | 53,54 s 0PB0   | Lurdes Gloria Manuel Tjeckien                                                   | 53,61 s       | Edanur Tulum Turkiet                                           | 53,96 s NU18B           |
| 800 meter          | Malin Hoelsveen Norge                                                  | 2.09,29        | Jana Becker Tyskland                                                            | 2.09,52       | Irish Downes Storbritannien                                    | 2.09,56                 |
| 1 500 meter        | Annie Mann Storbritannien                                              | 4.23,41 0PB0   | Ayça Fidanoğlu Turkiet                                                          | 4.23,98       | Shirin Kerber Schweiz                                          | 4.24,46                 |
| 3 000 meter        | Sofia Thøgersen Danmark                                                | 9.20,56        | Jessica Bailey Storbritannien                                                   | 9.32,74       | Edibe Yağız Turkiet                                            | 9.34,53 0PB0            |
| 5 000 meter gång   | Sofia Santacreu Spanien                                                | 22.46,34 NU18B | Martina Sciannamea Italien                                                      | 23.15,40      | Léna Auvray Frankrike                                          | 23.26,07                |
| 100 meter häck     | Mia McIntosh Storbritannien                                            | 13,05 s 0MR0   | Essi Niskala Finland                                                            | 13,29 s       | Sofia Pizzato Italien                                          | 13,33 s NU18B           |
| 400 meter häck     | Ophelia Pye Storbritannien                                             | 58,09 s 0MR0   | Zoë Laureys Belgien                                                             | 58,22 s       | Stephanie Okoro Storbritannien                                 | 58,44 s 0PB0            |
| 2 000 meter hinder | Jolanda Kallabis Tyskland                                              | 6.20,22 0MR0   | Alia Budde Tyskland                                                             | 6.28,09 0PB0  | Sofia Thøgersen Danmark                                        | 6.29,68 0SB0            |
| Stavhopp           | Iliana Triantafyllou Grekland                                          | 4,05 m         | Viktorie Ondrová Tjeckien                                                       | 3,95 m 0=SB0  | Ella Uddenäs Sverige                                           | 3,85 m 0=SB0            |
| Höjdhopp           | Angelina Topić Serbien                                                 | 1,92 m         | Johanna Göring Tyskland                                                         | 1,88 m        | Merel Maes Belgien                                             | 1,86 m 0SB0             |
| Längdhopp          | Ayla Hallberg Hossain Sverige                                          | 6,39 m 0MR0    | Brina Likar Slovenien                                                           | 6,30 m        | Plamena Chakarova Bulgarien Laura Martínez Spanien             | 6,24 m 0PB0 6,24 m 0PB0 |
| Tresteg            | Clémence Rougier Frankrike                                             | 13,72 m EU20L  | Teodora Boberić Serbien                                                         | 13,36 m 0PB0  | Natalija Dragojević Serbien                                    | 13,04 m 0PB0            |
| Kulstötning        | Cleo Agyepong Storbritannien                                           | 17,39 m EU18L  | Chantal Rimke Tyskland                                                          | 16,86 m NU18B | Paige Stevens Storbritannien                                   | 16,69 m 0PB0            |
| Diskus             | Curly Brown Tyskland                                                   | 50,64 m 0PB0   | Princesse Hyman Frankrike                                                       | 50,27 m 0PB0  | Anna Kicińska Polen                                            | 46,60 m 0PB0            |
| Spjutkastning      | Veera Sauna-Aho Finland                                                | 52,22 m        | Suze Zeevat Nederländerna                                                       | 50,68 m       | Orinta Navikaitė Litauen                                       | 50,64 m 0PB0            |
| Släggkastning      | Valentina Savva Cypern                                                 | 70,28 m        | Villő Viszkeleti Ungern                                                         | 69,11 m       | Emilia Kolokotroni Cypern                                      | 65,35 m                 |
| Sjukamp            | Jana Koščak Kroatien                                                   | 6 106 p WU18L  | Sarolta Kriszt Ungern                                                           | 5 794 P NU18B | Pia Meßing Tyskland                                            | 5 690 p 0PB0            |
| Svensk stafett     | Storbritannien Renee Regis Faith Akinbileje Rebecca Grieve Etty Sisson | 2.07,18 EU18B  | Italien Alice Pagliarini Ludovica Galuppi Elisa Marcello Ngalula Gloria Kabangu | 2.07,35       | Spanien Ainhoa Repáraz Laura Martínez Adriana Lopez Ana Prieto | 2.08,80 0SB0            |

### Pojkar
| Gren               | Guld                                                                       | Guld              | Silver                                                                                               | Silver                  | Brons                                                                 | Brons         |
| 100 meter          | Marek Zakrzewski Polen                                                     | 10,32 s 0MR0      | Isak Hughes Sverige                                                                                  | 10,36 s NU18B           | Benedikt Thomas Wallstein Tyskland                                    | 10,44 s NU18B |
| 200 meter          | Dejan Ottou Frankrike                                                      | 21,10 s 0PB0      | Eduardo Longobardi Italien                                                                           | 21,22 s                 | Michał Gorzkowicz Polen                                               | 21,34 s 0PB0  |
| 400 meter          | David García Spanien                                                       | 46,67 s 0MR0      | Árpád Kovács Ungern                                                                                  | 48,87 s                 | Adrian Wójciak Polen                                                  | 48,13 s 0PB0  |
| 800 meter          | Jakub Dudycha Tjeckien                                                     | 1.51,35           | Noam Mamu Israel                                                                                     | 1.51,79                 | Davide De Rosa Italien                                                | 1.51,81       |
| 1 500 meter        | Niels Laros Nederländerna                                                  | 3.49,99 0MR0      | Andreas Fjeld Halvorsen Norge                                                                        | 3.52,14                 | Tendai Nyabadza Storbritannien                                        | 3.52,47       |
| 3 000 meter        | Niels Laros Nederländerna                                                  | 8.11,49           | Andreas Fjeld Halvorsen Norge                                                                        | 8.13,48                 | Edward Bird Storbritannien                                            | 8.14,59 0PB0  |
| 10 000 meter gång  | Frederick Weigel Tyskland                                                  | 44.01,60 0MR0     | Giuseppe Disabato Italien                                                                            | 44.16,55 0PB0           | Miguel Espinosa Olivares Spanien                                      | 44.46,88 0PB0 |
| 110 meter häck     | David Pronk Nederländerna                                                  | 13,50 s 0PB0      | Némo Rase Belgien                                                                                    | 13,56 s                 | Nils Leifert Tyskland                                                 | 13,60 s 0PB0  |
| 400 meter häck     | Bastian Elnan Aurstad Norge                                                | 50,89 s WU18L     | Fintan Dewhirst Irland                                                                               | 51,65 s 0PB0            | Gergő Takács Ungern                                                   | 51,77 s 0PB0  |
| 2 000 meter hinder | Sergio del Barrio Spanien                                                  | 5.38,55 WU18L     | Hicham Errbibih Frankrike                                                                            | 5.40,35 NU18B           | Aarno Liebl Schweiz                                                   | 5.40,45 NU18B |
| Stavhopp           | Michał Gawenda Polen                                                       | 5,10 m            | Valentin Imsand Schweiz                                                                              | 5,10 m                  | Linus Jönsson Sverige                                                 | 5,10 m 0=PB0  |
| Höjdhopp           | Mattia Furlani Italien                                                     | 2,15 m            | Michalis Christofi Cypern Jakub Walecki Polen                                                        | 2,13 m 0PB0 2,13 m 0PB0 |                                                                       |               |
| Längdhopp          | Mattia Furlani Italien                                                     | 8,04 m 0MR0, 0PB0 | Thomas Martinez Frankrike                                                                            | 7,73 m NU18B            | Francesco Ettore Inzoli Italien                                       | 7,58 m 0PB0   |
| Tresteg            | Lachezar Valchev Bulgarien                                                 | 15,76 m EU20L     | Nicolò Cannavale Italien                                                                             | 15,45 m 0PB0            | Vasil Rusenov Bulgarien                                               | 15,18 m 0PB0  |
| Kulstötning        | Ali Peker Turkiet                                                          | 21,03 m WU18L     | Georg Harpf Tyskland                                                                                 | 20,16 m                 | Aatu Kangasniemi Finland                                              | 19,48 m       |
| Diskus             | Mykhailo Brudin Ukraina                                                    | 64,51 m 0MR0      | Yannick Rolvink Nederländerna                                                                        | 63,06 m NU18B           | Mihai Damian Motorca Rumänien                                         | 58,18 m       |
| Spjutkastning      | Topi Parviainen Finland                                                    | 84,52 m EU18B     | Máté Horváth Ungern                                                                                  | 73,72 m                 | Ryan Jansen Nederländerna                                             | 72,08 m       |
| Släggkastning      | Iosif Kesidis Cypern                                                       | 78,92 m           | Aatu Kangasniemi Finland                                                                             | 77,74 m 0PB0            | Georgios Papanastasiou Grekland                                       | 77,37 m       |
| Tiokamp            | Amadeus Gräber Tyskland                                                    | 7 626 p           | Leo Göransson Sverige                                                                                | 7 609 p                 | Alexandre Montagné Frankrike                                          | 7 591 p       |
| Svensk stafett     | Italien Francesco Inzoli Filippo Padovan Eduardo Longobardi Davide De Rosa | 1.52,69 0MR0      | Norge Jonathan Hertwig-Ødegaard Sebastian Berntsen Even Elias Grannes Pedersen Bastian Elnan Aurstad | 1.53,36 0SB0            | Storbritannien Teddy Wilson Dejaune Lingard Dean Patterson Tom Gaunce | 1.53,75 0SB0  |

## Medaljtabell
*   Värdland ( Israel)
| Nr                   | Nation               | Guld | Silver | Brons | Totalt |
| -------------------- | -------------------- | ---- | ------ | ----- | ------ |
| 1                    | Storbritannien (GBR) | 8    | 1      | 7     | 16     |
| 2                    | Tyskland (GER)       | 4    | 7      | 3     | 14     |
| 3                    | Italien (ITA)        | 3    | 5      | 3     | 11     |
| 4                    | Nederländerna (NED)  | 3    | 2      | 1     | 6      |
| 5                    | Spanien (ESP)        | 3    | 0      | 3     | 6      |
| 6                    | Frankrike (FRA)      | 2    | 3      | 2     | 7      |
| 7                    | Norge (NOR)          | 2    | 3      | 0     | 5      |
| 8                    | Finland (FIN)        | 2    | 2      | 1     | 5      |
| 9                    | Polen (POL)          | 2    | 1      | 3     | 6      |
| 10                   | Cypern (CYP)         | 2    | 1      | 1     | 4      |
| 11                   | Sverige (SWE)        | 1    | 2      | 2     | 5      |
| 12                   | Tjeckien (CZE)       | 1    | 2      | 0     | 3      |
| 13                   | Turkiet (TUR)        | 1    | 1      | 2     | 4      |
| 14                   | Serbien (SRB)        | 1    | 1      | 1     | 3      |
| 15                   | Bulgarien (BUL)      | 1    | 0      | 2     | 3      |
| 16                   | Danmark (DEN)        | 1    | 0      | 1     | 2      |
| 16                   | Grekland (GRE)       | 1    | 0      | 1     | 2      |
| 16                   | Kroatien (CRO)       | 1    | 0      | 1     | 2      |
| 19                   | Ukraina (UKR)        | 1    | 0      | 0     | 1      |
| 20                   | Ungern (HUN)         | 0    | 4      | 1     | 5      |
| 21                   | Belgien (BEL)        | 0    | 2      | 1     | 3      |
| 22                   | Schweiz (SUI)        | 0    | 1      | 2     | 3      |
| 23                   | Irland (IRL)         | 0    | 1      | 0     | 1      |
| 23                   | Israel (ISR)*        | 0    | 1      | 0     | 1      |
| 23                   | Slovenien (SLO)      | 0    | 1      | 0     | 1      |
| 26                   | Litauen (LTU)        | 0    | 0      | 1     | 1      |
| 26                   | Rumänien (ROU)       | 0    | 0      | 1     | 1      |
| Totalt (27 nationer) | Totalt (27 nationer) | 40   | 41     | 40    | 121    |

## Deltagande nationer
948 idrottare (475 pojkar och 473 flickor) från 48 länder deltog i mästerskapet.
- Albanien (1)
- Andorra (2)
- Armenien (2)
- Azerbajdzjan (1)
- Belgien (15)
- Bosnien och Hercegovina (3)
- Bulgarien (15)
- Cypern (18)
- Danmark (18)
- Estland (23)
- Finland (48)
- Frankrike (34)
- Georgien (1)
- Grekland (50)
- Irland (20)
- Island (3)
- Israel (16) (värd)
- Italien (53)
- Kosovo (2)
- Kroatien (11)
- Lettland (23)
- Liechtenstein (1)
- Litauen (16)
- Luxemburg (2)
- Malta (3)
- Moldavien (5)
- Monaco (1)
- Montenegro (1)
- Nederländerna (19)
- Nordmakedonien (1)
- Norge (23)
- Polen (41)
- Portugal (15)
- Rumänien (31)
- San Marino (1)
- Schweiz (44)
- Serbien (25)
- Slovakien (14)
- Slovenien (32)
- Spanien (41)
- Storbritannien (42)
- Sverige (33)
- Tjeckien (23)
- Turkiet (47)
- Tyskland (50)
- Ukraina (19)
- Ungern (44)
- Österrike (15)